# Vladimir Bakarić
Vladimir Bakarić (Velika Gorica, 8 de março de 1912 – Zagreb, 16 de janeiro de 1983)  foi um político iugoslavo. Foi primeiro-ministro da República Socialista da Croácia de outubro de 1945 a 16 de janeiro de 1983.
Bakarić ajudou a organizar a resistência partidária na Croácia durante a Segunda Guerra Mundial. De 1948 a 1969 foi presidente da Liga Croata de Comunistas e, como tal, colaborador próximo do presidente Josip Broz Tito. Mesmo depois de deixar o posto superior na hierarquia comunista croata, ele manteve muita influência e foi de fato considerado o político croata mais influente.